# Ee'MALL
『ee'MALL』（イーイーモール）は、2003年3月に稼動を開始したコナミ（現・コナミデジタルエンタテインメント。アーケードゲーム部門は2016年11月にコナミアミューズメントに移管）のe-AMUSEMENT対応デジタルショッピングシミュレーションゲームである。後に、続編の『ee'MALL 2nd avenue』（イーイーモール セカンドアベニュー）も2003年12月に登場した。
同社の音楽ゲーム「BEMANIシリーズ」各作品との連動がメインであり、主に楽曲配信マシンのような位置づけとなっていたが、BEMANIシリーズには含まれない。
『ee'MALL』シリーズの接続サービスは2006年5月1日をもって既に終了している。以下は『ee'MALL』シリーズが稼動していた時期のシステムを元に記述する。

## プレイ方法
『ee'MALL』シリーズ自体には専用のエントリーカードは用意されておらず、各種e-AMUSEMENT対応ゲームのエントリーカードを通す事でプレイが可能であった。『ee'MALL』筐体には、正面の画面モニターとカード挿入スロットの他、操作部分にも液晶パネルが備え付けてあり、左側のダイヤルを回してカーソルを動かし、右側のA・Bボタンや液晶パネル下部のキーボードで操作を行う形態となっていた。
本作では、クレジットを入れる前にまずエントリーカードを入れてからプレイを行う形式となっていた。ゲーム内では仮想の「チケット」を消費することで各ショップに入ることができ、それぞれのサービスを受けられた。標準設定では1クレジットにつきチケット5枚を入手でき、余ったチケットはその『ee'MALL』筐体へ使用したカードごとに蓄積されるため、同じ筐体・カードを再び使えば前回のチケットを継続使用することも可能だった。
KONAMI IDを取得し登録したエントリーカードを『ee'MALL』に通すことで、プレイ回数に応じて『ee'MALL』のポイントが加算されていた。初期にはどの『ee'MALL』筐体でも共通のポイントが使用できたが、2003年4月10日より筐体間のポイントの移動ができなくなり、それ以降のポイントは各筐体ごとに独立して管理されるようになった。具体的には、ゲームプレイによって発生したポイントが『ee'MALL』筐体にカードを通すまではサーバーにそのまま保留された状態になり、どこかの『ee'MALL』へ通した時点で保留されていたポイントが一気にその筐体へ加算されるシステムになっていた。当時のエントリーカードは各ゲームごとに別々のものが用意されていたが、同じKONAMI IDを登録したカードを『ee'MALL』筐体にそれぞれ1回以上通して認識させておけば、それ以降は登録済みのどれかのカードを通した時点でそれらのゲームのプレイ回数が合算されて一度にポイントとして加算されていた。ただし、新作で同一のカードを引き継いだ場合は別のゲームとして扱われていたため、その新作のプレイ後に改めてもう一度『ee'MALL』へ通して認識させる必要があった。また、1つのゲームに対して複数のエントリーカードを持つことも可能で、これについてもKONAMI IDが同じであり、『ee'MALL』筐体に通していればポイントは共有となっていた。
初期はKONAMI IDの本登録を携帯電話で行う必要があり、本登録を行わなかった場合は10日後にKONAMI IDと『ee'MALL』のデータが失効してしまったが、後にPCサイトでもKONAMI IDの本登録を行えるようになった。また、初代『ee'MALL』では60日以内にカードを通さなければ『ee'MALL』のデータが失効してしまったが、『2nd avenue』からは（『ee'MALL』のデータに関しては）無期限にデータが保持されるように改良された。

### 対応作品
| ee'MALL（初代）                 | ee'MALL（初代）                        |
| タイトル                        | 内容                                   |
| ------------------------------- | -------------------------------------- |
| pop'n music（9-11）             | ポイント・楽曲・マイキャラ             |
| pop'n music（12-13）            | ポイント                               |
| GUITARFREAKS（8th-V2）          | ポイント                               |
| drummania（7th-V2）             | ポイント                               |
| 麻雀格闘倶楽部（1-4）           | ポイント                               |
| beatmania IIDX（9th-12）        | ポイント                               |
| クイズマジックアカデミー（1,2） | ポイント                               |
| dogstation Deluxe               | ポイント                               |
| Winning Eleven AGS （2003）     | ポイント                               |
| WARTRAN TROOPERS                | ポイント                               |
| BATTLE CLIMAXX!                 | ポイント                               |
| 出撃!戦国革命                   | ポイント                               |
| ee'MALL 2nd avenue              |                                        |
| タイトル                        | 内容                                   |
| pop'n music（10-13）            | ポイント・楽曲・マイキャラ・データ閲覧 |
| GUITARFREAKS（10th-V2）         | ポイント・楽曲・データ閲覧             |
| drummania（9th-V2）             | ポイント・楽曲・データ閲覧             |
| 麻雀格闘倶楽部（3,4）           | ポイント・データ閲覧                   |
| beatmania IIDX（10th-12）       | ポイント・データ閲覧                   |
| クイズマジックアカデミー（1,2） | ポイント・データ閲覧                   |
| dogstation Deluxe               | ポイント                               |
| Winning Eleven AGS （2003）     | ポイント                               |
| WARTRAN TROOPERS                | ポイント                               |
| BATTLE CLIMAXX!                 | ポイント                               |
| 出撃!戦国革命                   | ポイント                               |

## ショップ
『ee'MALL』内にはいくつかの「ショップ」が存在し、ショップ毎に指定された枚数のチケットを消費してサービスを受ける事ができた。
ショップではミニゲームでポイントを得たり、ゲームプレイなどで得たポイントを消費してアイテムなどを入手できた。ポイントの上限は当初は設定されていなかったが、後に不具合が発見されたため上限が99,999ポイントに設定された。また、初代ではアイテムの所持可能数の上限が99種類で、同一アイテムを複数持てなかったが、『2nd avenue』からは持てる数の上限が250個に増加し、同一のアイテムを複数持つことも可能になった。
INFORMATION
カードデータなどの個人情報の閲覧。
『2nd avenue』からは、MALLSの基本設定や入手済みアイテムの一覧、エントリーカードデータ（各種ゲームのプレー成績などのデータ）なども閲覧することができた。
RECORDS
『ee'MALL』のメインとなるショップ。e-AMUSEMENT対応ゲームやミニゲームなどのプレイにより溜まったポイントとの交換で、『pop'n music』シリーズでプレイ可能な楽曲（のプレイ権利を得るアイテム）を購入できた。さらに『2nd avenue』からは『GUITARFREAKS』および『drummania』シリーズ用の楽曲配信も開始され、『pop'n music』用の新曲も追加された。購入した楽曲はKONAMI IDに楽曲ディスク（アイテム）として登録され、ポイントとは異なり『ee'MALL』の設置店舗であればどの筐体でも使用可能であった。
また、不要になった楽曲ディスクやその他のアイテムを売却（ポイント換算）することもできた。売却価格は各アイテム別に異なり、通常販売されているアイテムの場合は売値の半額となっていた。楽曲アイテムを売却、もしくはなんらかの原因で手放した場合、それに対応したゲームでのプレイ権利を一時的に失うことになり、その曲が選択不可能になっていた。ただし、クリア記録などはそのまま残るため、アイテムを再入手すれば元の状態に戻せた。
AMUSEMENT
ミニゲームをプレイし、その結果に応じて楽曲購入に使用できるポイントを得ることができた。『2nd avenue』からはミニゲームそれぞれで別々のチケット枚数を消費するようになった。
bemani / bemani 2ndMIX
ダイヤルをスクラッチ、2つのボタンを鍵盤に見立てた『beatmania』風のゲーム。選択可能な曲は全て『pop'n music』向けの配信曲で、譜面はNORMALとANOTHERの2種類。『2nd avenue』からは名称も「2ndMIX」に変更され、ゴールドディスクを持っている場合はその曲も出現した。
アメフリ
雨水を集めて隣家に送り込む、コンピュータ対戦ゲーム。
卓球道
コンピュータと卓球で対戦する。
射的Q
お祭りの射的でタイミングよく的を狙い撃つ。
プカプカプーカ
気球に乗って障害物を避けながらゴールを目指す。
EE-QUARTH
『2nd avenue』から追加。四角形を作って消すシューティングゲーム『クォース』をプレイする。
鉄人レース
『2nd avenue』から追加。水泳、自転車、マラソンのトライアスロン。
忍者伝
『2nd avenue』から追加。忍者となり、周囲から攻めてくる敵の忍者と手裏剣で戦う。
POLICE BOX
交番。立ち寄ると落とし物が落ちている場合があり、アイテムを1つ貰うことができた（既に持っているアイテムと同じアイテムは受け取れない）。なお、アイテムが1つも落ちていなかった場合はそのままチケットを返してもらえた。時期によってはここで先行配信楽曲やMIX GARAGE用アイテムなどのレアアイテムが配布されていた時期もあった。
RESTAURANT
レストランでポイントを消費して食事メニューを注文すると、スロットマシンのようなミニゲームとなり、「美味い」「マズイ」「辛い」の3種類の言葉が揃った結果に応じてポイントを得ることができた。また、一部のメニューは通常は注文できないスペシャルメニューとなっており、「皿洗い」などの特殊なミニゲームが発生することもあった。
『2nd avenue』からはスロットの目押しが行えるようになり、成功時に得られるポイントも破格のものになったため、このショップでポイントを稼ぐプレイスタイルも流行した。
POST OFFICE
別のKONAMI IDに対して電子メールを送信することができた。
初代ではアイテムも添付することができたため、別の人へ楽曲アイテムを譲渡するなどの用途でよく利用されていたが、『2nd avenue』ではアイテム添付ができなくなり、純粋にメッセージを送るためだけの存在となった。その代わり、NPCからアイテムの付属したメールが届くという期間限定イベントなどが行われていた。
GOODS / pop'n music PLAZA
『pop'n music』シリーズのキャラクター10名（ミミ、ニャミ、マリィ、ジュディ、リエちゃん、さなえちゃん、ポエット、ユーリ、アッシュ、スマイル）から1人を選択し、そのキャラクターの着せ替えアイテムを購入してカスタマイズすることができた。着せ替えたキャラクターは、『pop'n music』プレイ終了時のポイント加算画面で表示されていた。
『2nd avenue』ではMALLSの着せ替えも開始されたため、内容はほぼそのままでショップ名のみ変更された。
MALLS SHOP
『2nd avenue』からの追加ショップ。自分の分身キャラクターである「MALLS」用のアイテムを購入し、着せ替えることができた。着せ替えたキャラクターは「おしゃれMALLS」に登録する事で、全国の『ee'MALL 2nd avenue』筐体でメッセージと共に公開することができた。
麻雀格闘倶楽部の部屋
『2nd avenue』からの追加ショップ。『麻雀格闘倶楽部』の特殊情報閲覧チケットが販売されていた。
MIX GARAGE
『2nd avenue』からの追加ショップ。2つのアイテムを合成（消費）して新たなアイテムを1つ作成できた。合成には「成功率」があり、失敗してしまった場合は完成予定品とは別のアイテムが作成された。一部の楽曲は先行配信ディスクとしてRECORDSで販売されるよりも数週間早くMIXによって作成することが可能であったり、MIX以外の手段では手に入れることができなかった『pop'n music』用のレア楽曲（ゴールドディスク）なども存在した。
なお、筐体がバージョンアップされて新規アイテムが追加されるごとに、合成のレシピはその都度変更されていた。
Mobile SHOP
『2nd avenue』からの追加ショップ。スロットを回し、携帯サイト向けの着信メロディや待ち受け画像などを得られた。現在は本体と同様に配信サービスが終了している。
この他、当初は「AUCTION」というショップも雑誌などで告知されていたが、結局登場はせず、お蔵入りとなってしまった。

## 当時の配信楽曲について
『ee'MALL』シリーズで配信され入手することができた楽曲は、大部分は先述の3タイトル以外の音楽シミュレーションで使用されていた曲が主となっていたが、中には『ee'MALL』限定のオリジナル楽曲も存在した。また、『GUITARFREAKS』および『drummania』では通常の楽曲としてプレイできるものが『pop'n music』向けに『ee'MALL』配信用楽曲として移植されたもの、もしくはその逆のパターンを持つ曲もあった。約1 - 3か月の間隔でまとめて数曲が追加配信され、ショップのRECORDSなどに並んでいた。入手した楽曲は全国の『ee'MALL』の設置店舗内（画面に「ee'MALL対応」と表示されている筐体）でのみプレイが可能で、『ee'MALL』の無い店舗でプレイした場合は楽曲が出現しなかった。また、対応ゲームのエントリーカードを複数持っていた場合は、「最後に『ee'MALL』へ通したカード」の方のみが楽曲出現の対象となっていた。
初代『ee'MALL』で配信された『pop'n music』用楽曲は、最終的にオリジナル楽曲12曲と他BEMANIシリーズからの移植曲35曲の計47曲で、『pop'n music 9』から『pop'n music 11』まで対応していた。これらの楽曲アイテムの購入ポイントは、『2nd avenue』では全て値下げとなっていた。『ee'MALL 2nd avenue』では前作で配信された47曲を全てそのまま引き継ぎ、それに加えて新たに配信された『pop'n music』用楽曲は、RECORDSにてオリジナル楽曲15曲と他BEMANIシリーズからの移植曲21曲が販売され、さらにMIX GARAGEで合成することでしか入手手段がない移植曲4曲を含め、最終的に計40曲となった。『2nd avenue』からの配信曲は『pop'n music 10』以降から対応していた。これら87曲は、『pop'n music 9』以降で追加された「ee'MALLカテゴリ」へ収録され、担当キャラクターと曲背景が既存の曲のものを再利用したものとなっていた。このうち他BEMANIシリーズからの移植曲は、当時の『pop'n music』の標準表示であったジャンル名ではなく、そのまま曲名で表示されていた。また、『pop'n music 10』において、レベル順カテゴリで『ee'MALL』楽曲に関する不具合があったため、『- 11』以降ではレベル順カテゴリ、50音順カテゴリから全ての『ee'MALL』楽曲が排除されていた。
『ee'MALL 2nd avenue』にて配信された『GUITARFREAKS』&『drummania』用楽曲は、最終的にはオリジナル楽曲12曲と他BEMANIシリーズからの移植曲6曲の計18曲で、『GUITARFREAKS 10thMIX』&『drummania 9thMIX』以降から対応していた。これらの楽曲は、プレイ中に表示されるムービーが最初と最後の専用イラストを除き汎用のもので、機種間のセッションプレイも不可能となっていた。
中には『pop'n music』と『GUITARFREAKS』&『drummania』の両方で重複して配信されていた楽曲も9曲あり、前作分を含めて両機種を合わせた配信楽曲の総数は96曲にも上る。この3機種全てに対応した楽曲9曲、および『GUITARFREAKS』&『drummania』の2機種にのみ対応の残り9曲は、RECORDSで複数の機種をセットにしたアイテムの販売もされていた。例えば、『GUITARFREAKS』&『drummania』用である「A SHOOTING STAR」には「GF」「DM」「GF/DM」の3種類、3機種に対応していた「ペパーミントは私の敵」には「PM」「GF」「DM」「PM/GF」「PM/DM」「GF/DM」「PM/GF/DM」の7種類のアイテムが存在し、1機種よりも2機種、2機種よりも3機種対応アイテムの方が価格が安く設定されていたため、複数の機種をプレイしている場合はセット販売の方がお得だった。ただし、これらのアイテムは全て別扱いとなっていた（例えば「GF」と「DM」を別々に買っても「GF/DM」1つへの統合はされず、逆に「GF/DM」の片方のみを売ることなどはできない）。

## サービス終了後
2004年3月に『GUITARFREAKS 10thMIX』&『drummania 9thMIX』へ3曲、2004年6月に『pop'n music 11』へ4曲の楽曲が配信されたのを最後に、新規楽曲の追加配信は行われなくなり、『beatmania IIDX』においてはポイント加算のみで連動が行われないまま、2006年5月1日をもってサービス終了となった。
『ee'MALL』シリーズのサービスが終了した2006年5月1日以降は、『ee'MALL』および『ee'MALL 2nd avenue』に登録していたKONAMI IDで既に入手していた曲のみ、『pop'n music 13 カーニバル』、『GuitarFreaksV2』、『DrumManiaV2』のe-AMUSEMENT接続サービス終了まで、これらのゲームで『ee'MALL』の楽曲がプレイ可能であった。またこれに伴い、今まで『ee'MALL』が設置されておらず専用楽曲をプレイする事が出来なかった店舗でも、楽曲アイテムを所持しているKONAMI IDに登録したカード（一度も『ee'MALL』に通していなくてもよい）を使用すれば、全国の筐体でこれらの楽曲が新たにプレイ可能となっていた。ただし、現在はこれらの機種も接続サービスが既に終了している。
後に、2006年9月13日稼動の『GuitarFreaksV3』と『DrumManiaV3』では初期状態で『ee'MALL 2nd avenue』の楽曲18曲が全て完全解禁され、過去に『ee'MALL 2nd avenue』をプレイしていたか否かにかかわらず、無条件でプレイ可能となった。また、家庭用『GuitarFreaks & DrumMania』シリーズへ移植された一部の楽曲などについては、新規ムービーやセッション可能化などの家庭用の仕様が後に稼動するアーケード版へと反映されている（後述）。
『pop'n music 14 FEVER!』でも、2006年9月20日より初代『ee'MALL』の47曲のみが解禁され、無条件でプレイ可能となった。この際に楽曲の担当キャラクターが、やはり既存のキャラクターの再利用ではあるものの大幅に入れ替えとなり、曲のジャンル名表記や楽曲レベル、解説テロップなども大幅に変更された。続く『pop'n music 15 ADVENTURE』でも、前作で解禁された楽曲のうち「Jack and Mark Get Busy!」の1曲が諸事情で削除されたものの、過去に『pop'n music』向けに配信されていた『ee'MALL 2nd avenue』の40曲が2007年9月26日より解禁され、プレイ可能となった。さらに、当時は『GuitarFreaks』および『DrumMania』のみでプレイが可能であった『ee'MALL 2nd avenue』配信楽曲も、『14 FEVER!』で4曲、『15 ADVENTURE』で2曲の移植が完了し、最終的に『ee'MALL』シリーズで配信された楽曲全てに『pop'n music』用の譜面が用意されたことになる。
その後、2009年3月4日に稼動を開始した『pop'n music 17 THE MOVIE』では、初代『ee'MALL』の12曲と『ee'MALL 2nd avenue』の5曲（うち3曲が家庭用未収録）が削除され、ee'MALL楽曲専用のカテゴリも廃止された。また、3曲の楽曲の担当キャラクターが変更され、そのうち「Twin Bee 〜Generation X〜」へは新たに担当キャラクターとして「ツインビー」が用意された。2010年1月20日稼動の『pop'n music 18 せんごく列伝』では、さらに1曲が削除されたが、「The Least 100sec」へ新たにEX譜面が追加された。
2010年3月10日稼働の新筐体版『GuitarFreaksXG&DrumManiaXG』および2011年3月9日稼働『GuitarFreaksXG2＆DrumManiaXG2 Groove to Live』では、旧筐体版『V7』および『V8』と同様のプレイ方式に相当するCLASSICモードでは『ee'MALL 2nd avenue』の全曲が選択できたが、新譜面となったSTANDARDモードにおいてプレイ可能な『ee'MALL 2nd avenue』楽曲は「空言の海」1曲のみとなっていた。
2012年2月23日に稼働を開始した『GuitarFreaksXG3&DrumManiaXG3』では、旧シリーズの終了に伴いCLASSICモードが廃止され、『ee'MALL 2nd avenue』の楽曲はデフォルトでは「空言の海」以外プレイできなくなったが、後に復活隠し曲として「螺子之人」「A SHOOTING STAR」「ペパーミントは私の敵」「Aithon」の4曲が新規譜面で再収録された。
2012年12月5日に稼働を開始した『pop'n music Sunny Park』からは、BEMANIフォルダの再編に伴い、過去の『ee'MALL』シリーズ配信楽曲のうち、現行の他のBEMANI機種へ収録されていない一部の楽曲がシリーズ別フォルダに存在せず、NAME順、アーティスト順、レベル順などの分類フォルダからしか選択できなくなった（楽曲自体は前作から全て引き継がれている）。また、既存曲の5ボタン譜面が全て削除され、代わりに「The Least 100sec」のみEASY譜面が追加された。
2013年2月14日に稼働を開始した『GITADORA GuitarFreaks&DrumMania』では、継続収録されたee'MALL楽曲が5曲とも汎用ムービーとなった。その続編 『GITADORA OverDrive』では、2014年11月19日より復活隠し曲として「Wall Street down-sizer」が新規譜面・汎用ムービーで再収録された。その続編『GITADORA Tri-Boost』では、2015年5月27日より復活隠し曲として「Marigold」「バリバリブギ 〜涙のフルーツポンチ〜」の2曲が新規譜面・汎用ムービーで再収録された。

## 家庭用への楽曲移植
PlayStation 2版とPlayStation Portable版の『pop'n music』シリーズ（『9』以降）、および『GuitarFreaks & DrumMania』シリーズ（『MASTERPIECE SILVER』以降）では、『ee'MALL』シリーズで配信されていた楽曲が毎作少しずつ移植されている。
さらに『GuitarFreaks & DrumMania』シリーズでは、『ee'MALL 2nd avenue』楽曲として配信されていた頃は汎用となっていたムービーと曲バナーが新たに作り直されており、元々は出来なかったセッションプレイも可能となった。この仕様は、家庭用に移植された楽曲のみ、後のアーケード版へも逆輸入されている。また、アーケード版『V5』では、家庭用には移植されていない2曲も新規ムービーが追加されていた（ただし、こちらはセッション不可能のまま）。
なお、PS2版『pop'n music 14 FEVER!』では、初代『ee'MALL』で配信されていた楽曲のうち46曲が、過去に収録済みのものも含め、まとめて収録されている。
- pop'n music シリーズ - 家庭用未収録26曲。
  - pop'n music 9 - 4曲。初代より、オリジナル1曲と移植3曲。
  - pop'n music 10 - 4曲。初代より、オリジナル1曲と移植1曲。『2nd avenue』より、オリジナル1曲と移植1曲。
  - pop'n music 11 - 4曲。『2nd avenue』より、オリジナル2曲と移植2曲。
  - pop'n music 12 いろは - 4曲。初代より、オリジナル1曲。『2nd avenue』より、オリジナル1曲と移植2曲。
  - pop'n music 13 カーニバル - 8曲。初代より、オリジナル1曲と移植3曲。『2nd avenue』より、オリジナル2曲と移植2曲。
  - pop'n music 14 FEVER! - 50曲（家庭用初収録39曲、過去シリーズの再録11曲）。初代より、オリジナル12曲と移植34曲。『2nd avenue』より、オリジナル3曲と移植1曲。
  - pop'n music portable - 3曲。『2nd avenue』より、オリジナル3曲。
  - pop'n music portable 2 - 9曲（ダウンロードコンテンツ楽曲として。家庭用初収録1曲、過去シリーズの再録8曲）。初代より、オリジナル1曲と移植5曲。『2nd avenue』より、オリジナル1曲と移植2曲。
- GuitarFreaks & DrumMania シリーズ - 家庭用未収録8曲。
  - GuitarFreaks & DrumMania MASTERPIECE SILVER - 3曲。『2nd avenue』より、オリジナル3曲。
  - GuitarFreaks & DrumMania MASTERPIECE GOLD - 4曲。『2nd avenue』より、オリジナル3曲と移植1曲。
  - GuitarFreaks & DrumMania V3 - 3曲。『2nd avenue』より、オリジナル1曲と移植2曲。

また、他機種へはiOS・Android向け『jubeat plus』にて、有料追加楽曲パック「Sana pack」の1曲として「Custom-made Girl -NOT FOR SALE!-」が移植されている。

## サウンドトラック
『ee'MALL』シリーズのサウンドトラックは長らく発売されていなかったが、2006年10月27日にコナミスタイル限定商品として、BEMANIシリーズ向けに配信されていたオリジナル楽曲32曲を全て収録した『ee'MALL & ee'MALL 2nd avenue サウンドトラック』が発売された。なお、ロングバージョンやシステムBGMなどは収録されていない。
なお、本作のサウンドプロデューサーはMTOこと右寺修である（サウンドトラックの解説より）。
2011年12月16日にコナミスタイル限定商品として発売された『pop'n music』シリーズのサウンドトラック『pop'n music SUPER BEST BOX』には、上記のうち「I really love you so」「Entrance」を除いた30曲が再録されている。